# Chimarra yoolumba
Chimarra yoolumba là một loài Trichoptera trong họ Philopotamidae. Chúng phân bố ở miền Australasia.